# Gatorade-Bianchi
Gatorade-Bianchi war ein italienisches Radsportteam. Die Mannschaft wurde 1983 unter dem Namen Mareno–Willier gegründet. 1993 wurde das Team aufgelöst und fand in dem Team Polti ein Nachfolgerteam.
Zu den wichtigsten Erfolgen des Teams gehörte der Gesamtwertungssieg des Giro d’Italia 1990 mit Gianni Bugno, der für diese Mannschaft im selben Jahr auch das Monument Mailand–San Remo gewann. Weitere Siege bei einem Monument gelangen dem Team mit Tony Rominger 1989 bei der Lombardei-Rundfahrt 1989 und Dirk De Wolf bei Lüttich–Bastogne–Lüttich.

## Wichtigste Erfolge
1987
- Gesamtwertung  Giro del Trentino (Claudio Corti) und zwei Etappen (Claudio Corti, Francesco Moser)
- Giro del Veneto (Gerhard Zadrobilek)

1988
- Giro dell’Emilia (Tony Rominger)

1989
- Gesamtwertung Tirreno–Adriatico (Tony Rominger)
- Lombardei-Rundfahrt (Tony Rominger)

1990
- Gesamtwertung und vier Etappen Giro d’Italia (3 × Gianni Bugno, Giovanni Fidanza)
- Mailand–Sanremo (Gianni Bugno)
- Gesamtwertung und eine Etappe Tirreno–Adriatico (Tony Rominger)
- Wincanton Classic (Gianni Bugno)

1991
- Clásica San Sebastián (Gianni Bugno)

1992
- Lüttich–Bastogne–Lüttich (Dirk De Wolf)
- Giro del Lazio (Gianni Bugno)
- Giro dell’Emilia (Gianni Bugno)

1993
- Grosser Preis des Kantons Aargau (Gianni Bugno)